# Bibio subaequalis
Bibio subaequalis är en tvåvingeart som beskrevs av Camillo Rondani 1868. Bibio subaequalis ingår i släktet Bibio och familjen hårmyggor. Inga underarter finns listade i Catalogue of Life.